# Lista de automóveis da Honda

## Caminhonetes

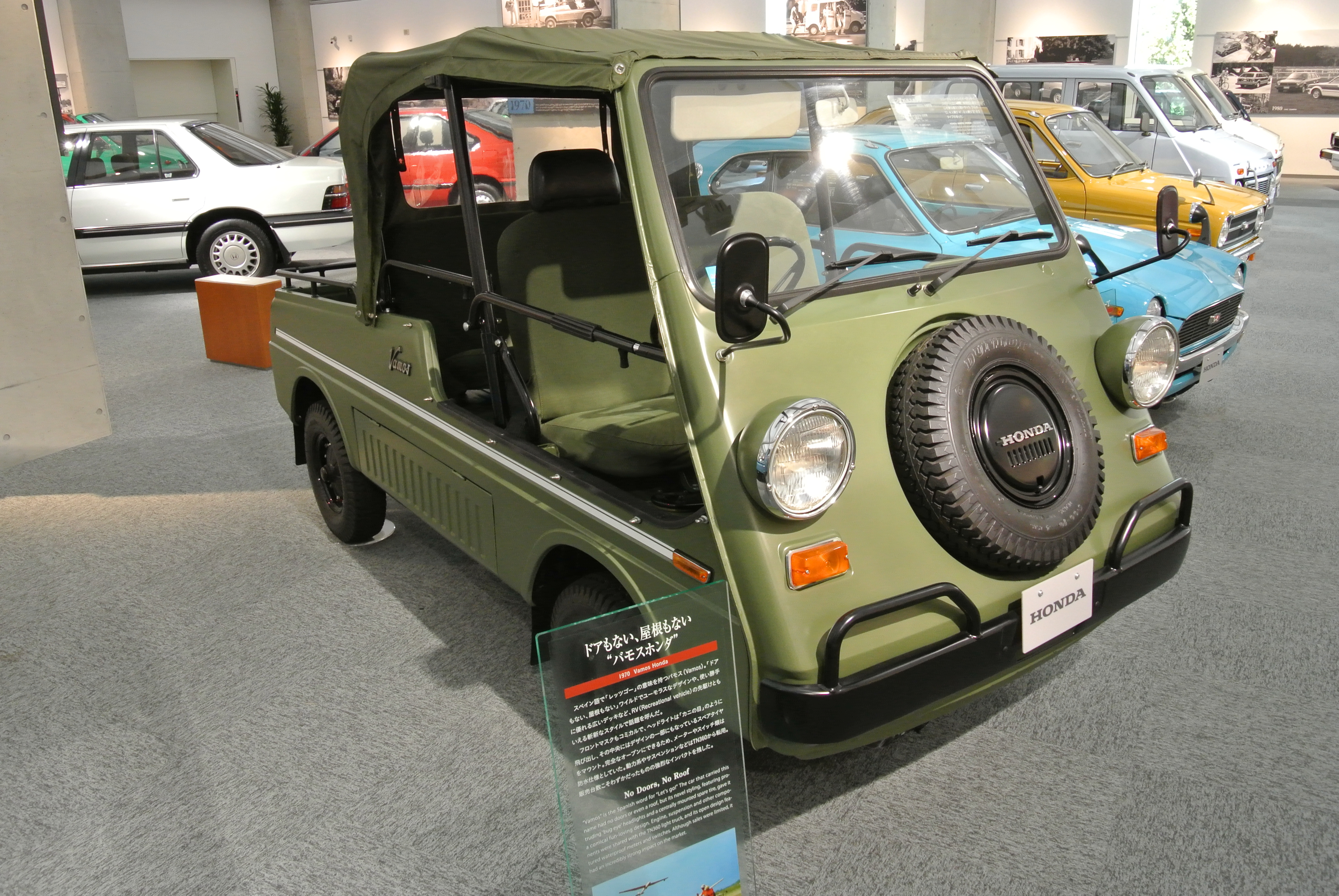
Honda Vamos da década de 1970

- Vamos - micro van produzida de 1970 a 1973.[1]
- Ridgeline

## Modelos de Automóveis
- 1300
- Acty
- Accord
- Airwave
- Amaze
- Ascot
- Avancier
- Ballade
- Beat
- Breeze
- Brio
- BR-V
- Capa
- City
- Civic
- Clarity
- Concerto
- Crider
- CR-V
- CR-X
- CR-X del Sol
- CR-Z
- Crossroad
- Crosstour
- Domani
- e
- Edix
- Element
- Elysion
- Envix
- EV Plus
- EV-N
- FCX
- FCX Clarity
- FR-V
- Freed
- Fit/Jazz
- Fit Aria
- Grace
- Greiz
- HR-V
- HSC
- Insight
- Inspire
- Integra
- Jade
- Legend
- Life Dunk
- Logo
- Mobilio
- Mobilio Spike
- MDX
- N-Box
- N-One
- N-Van
- N-WGN
- NSX
- Odyssey
- Orthia
- OSM
- Partner Van
- Passport
- Pilot
- Prelude
- S2000
- S500
- S600
- S660
- S800
- Shuttle
- StepWGN
- Stream
- That's
- UR-V
- Vezel
- XR-V
- WR-V
- Zest
- Z
- ZR-V

## Modelos de Ciclomotores e Motonetas (Scooters)

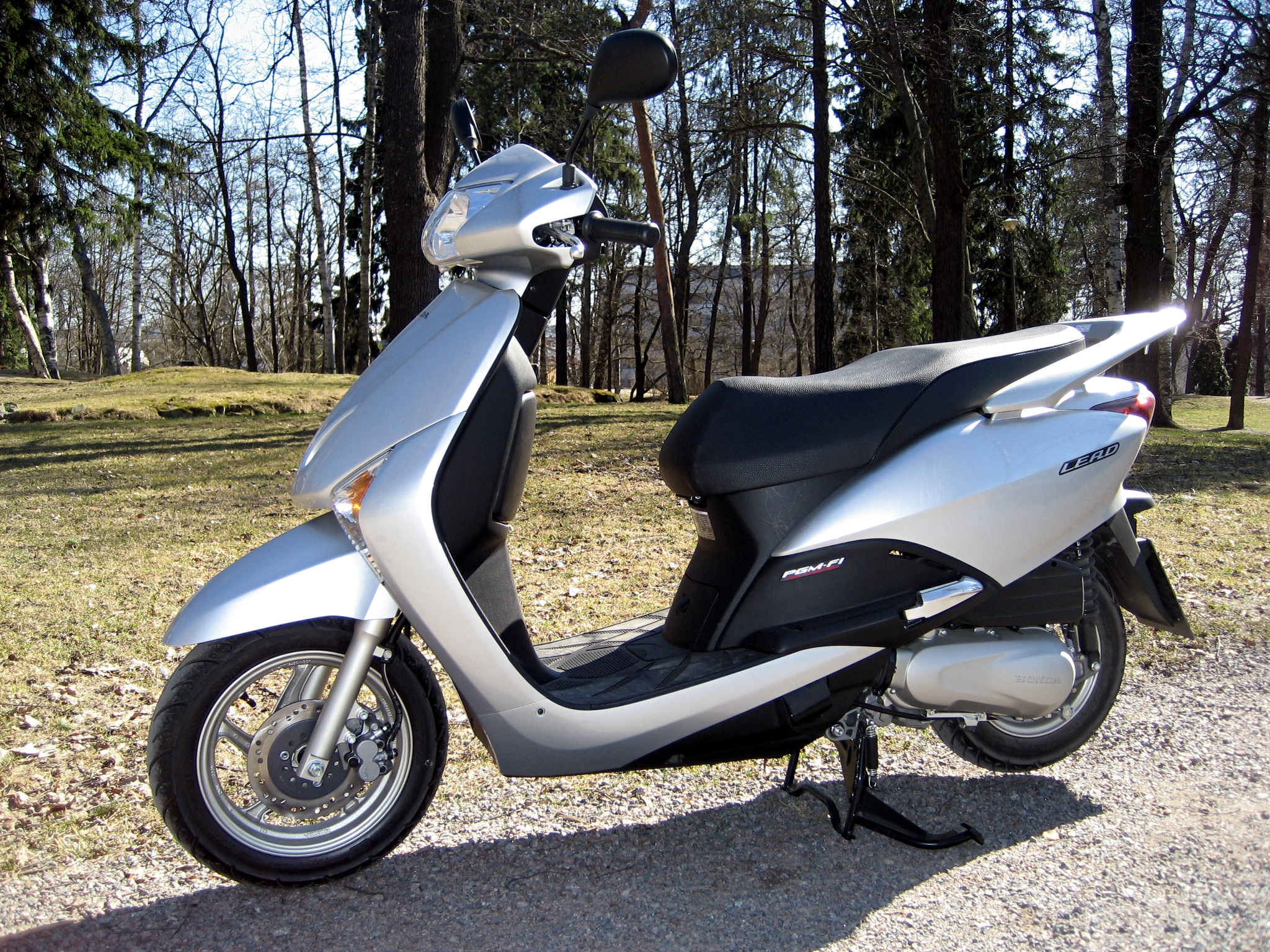
Lead 110

- Biz 125
- C100 Biz
- C100 Dream
- CBF 125
- CB 50
- Lead 110

## Modelos de Motocicletas
- CB 250F Hornet
- CB 250RS

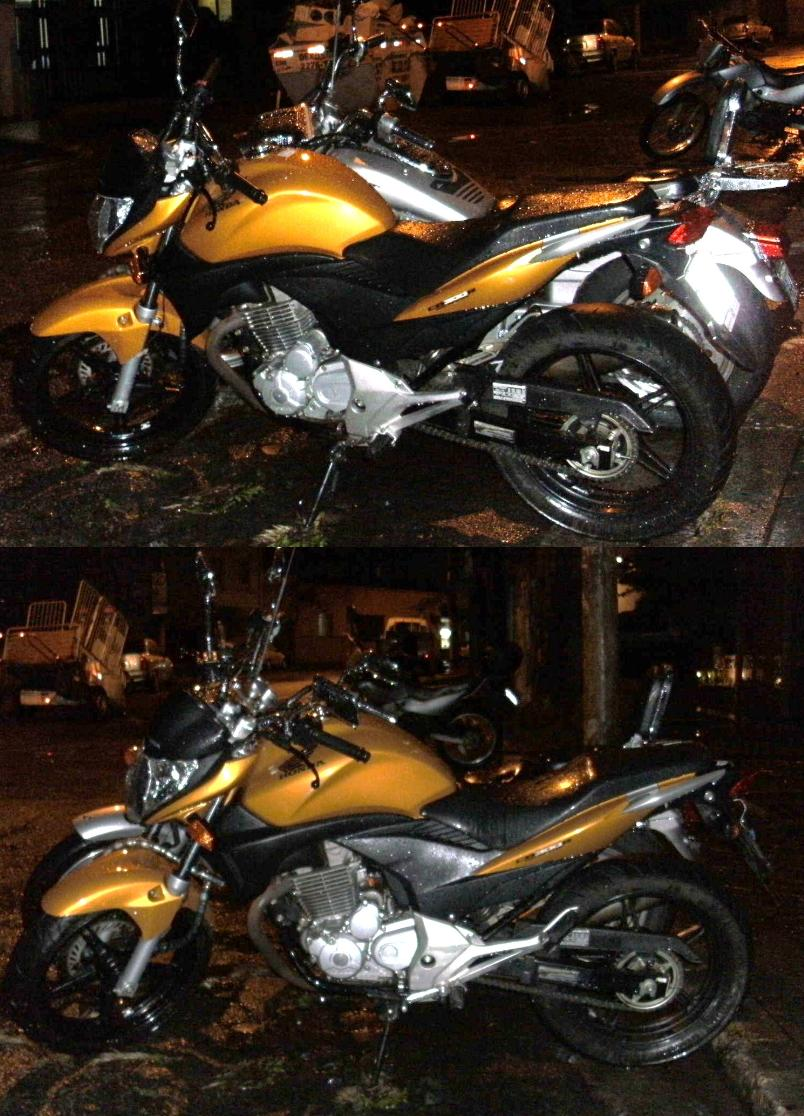
CB 300

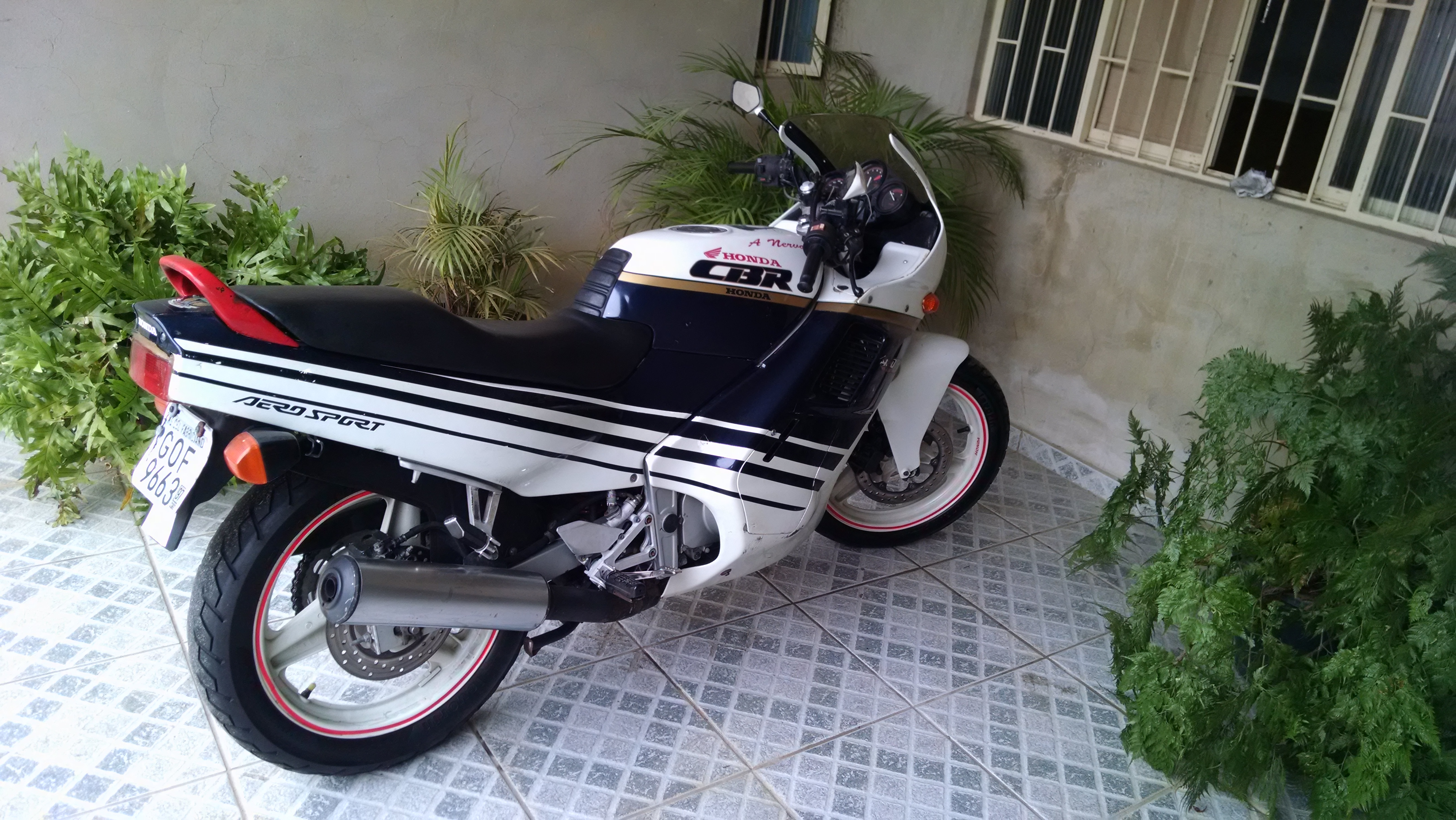
CBR 450

- CB 300 - foi produzida como substituta da Twister 250. Tem motor de 291,6cc3[2]
- CB 400
- CB 400 Four
- CB 400 Super Four
- CB 450 DX/Custom
- CB 500
- CB 500 Four
- CB 600F Hornet
- CB 700SC
- CB 750 Four
- CB 900 Bold'Or
- CB 1000R
- CB 1300
- CBF 600
- CBR 250
- CBR 400 RR

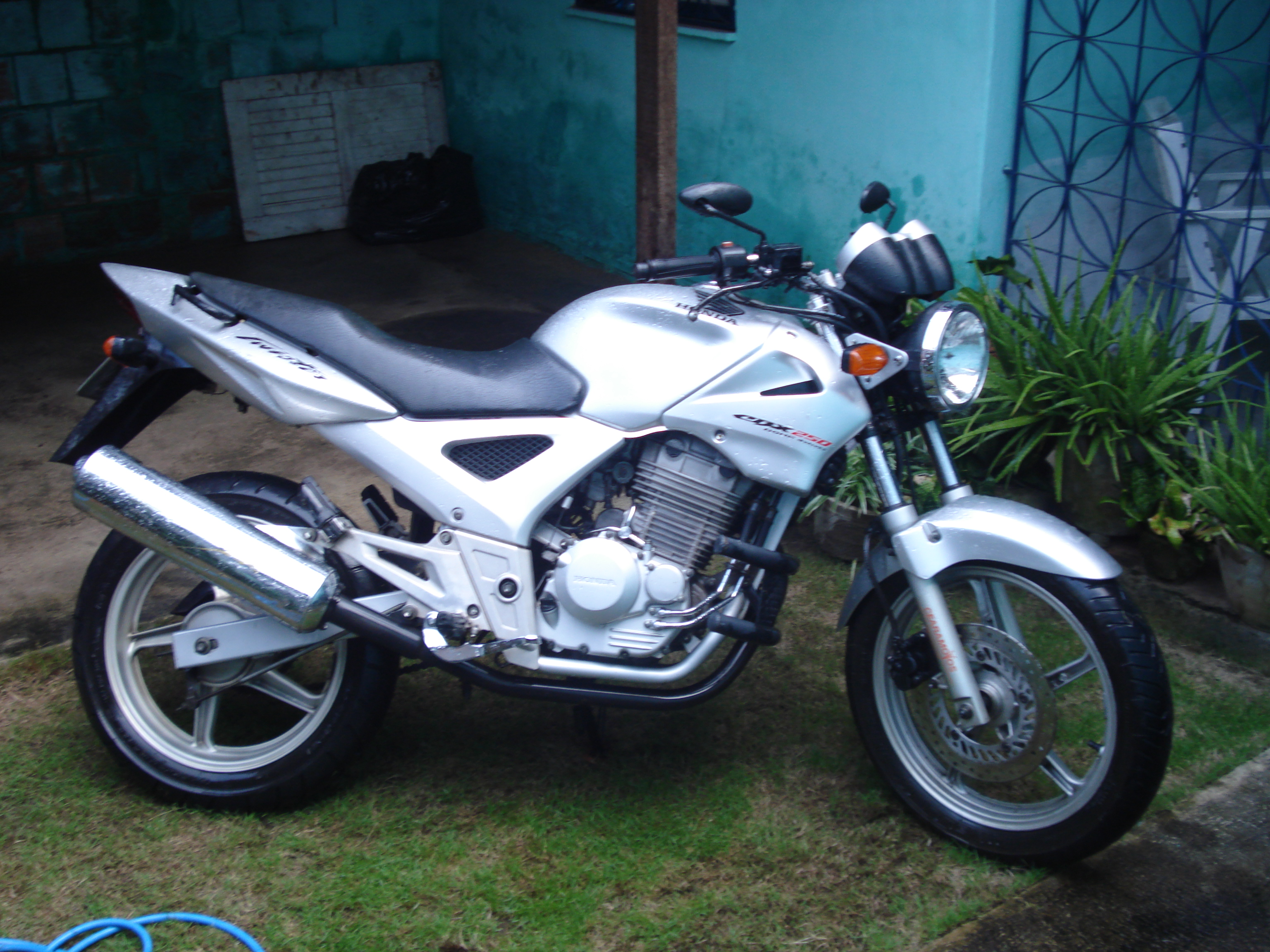
Honda CBX 250 Twister

- Honda CBX 250 TwisterCBR 450 - primeira esportiva do Brasil, lançada em setembro de 1989 com motor quatro-tempos. Era toda carenada. Herdou seu motor bicilíndrico de 447 cm³, três válvulas por cilindro (duas de admissão e uma de escapamento) e refrigeração a ar, com radiador de óleo, da CB 450, mas foi melhorada em vários aspectos. Possuía potência de 46,5 cv (a 8.500 rpm) e torque de 4,2 m.kgf a 7.000 rpm. Tinha também um tensor automático da corrente do comando de válvulas, dispensando regulagens periódicas.[3]
- CBR 600F
- CBR 600RR
- CBR 929RR Fireblade
- CBR 954RR Fireblade
- CBR 1000F
- CBR 1000RR
- CBR 1100 XX Super Blackbird
- CBX 150 Aero
- CBX 200 Strada
- CBX 250 Twister
- CBX 750F
- CBX 1000
- CG 125 - Modelo utilitário.
- CG 150 - Modelo utilitário.
- CG 160 - é uma motocicleta para estrada. Possui uma potência maior em relação a sua antecessora, a CG 150, (de 14,3 cv para 15,1 cv com etanol) e torque superior – de 1,51 kgfm, ante 1,45 kgfm.[4]
- Activa-i - motoneta equipada com um motor Honda Eco Technology (HET) de 109.2 cc, que fornece 8 hp de potência e com transmissão continuamente variável (Câmbio CVT).[5]
- CRF 230F - Moto de trilha. Em 2015, a montadora iniciou um recall para produtos fabricados entre 2014 e 2015, em peças que podem causar trincas ou até rompimento do garfo traseiro.[6]
- CRF 250R
- CRF 250X
- CRF 450R
- CRF 450X
- GL 1000 Gold Wing
- GL 1100 Gold Wing
- GL 1200 Gold Wing
- GL 1500 Gold Wing
- GL 1800 Gold Wing
- NSR 125
- NSR 500
- NX 200
- NX 350 Sahara
- NX4 Falcon
- NX 650
- NXR 150 Bros
- POP 100
- RC211V Repsol
- RC212V Repsol
- ST1100
- ST1300
- Valkyrie 1500
- Valkyrie 1800
- Valkyrie Rune - Limited Edition
- VF 750C Magna
- VLX 600 Shadow/VT 600C Shadow
- VLX 750 Shadow/VT 750C Shadow
- VT 1100 Shadow
- VTX 1300
- VTX 1800
- XL 200
- XL 250R
- XL 650 Transalp
- XL 700 Transalp
- XL 1000V Varadero
- XLR 125
- XLX 250R
- XLX 350R
- XR 200R
- XR 250 Tornado
- XR 400
- XR 650/L
- XRE 300
- XRV 750 Africa Twin

## Modelos deQuadriciclos
- TRX 250 EX
- TRX 400 X
- TRX 420 Fourtrax
- TRX 450 ER
- TRX 700 XX